# قائمة الدرجة

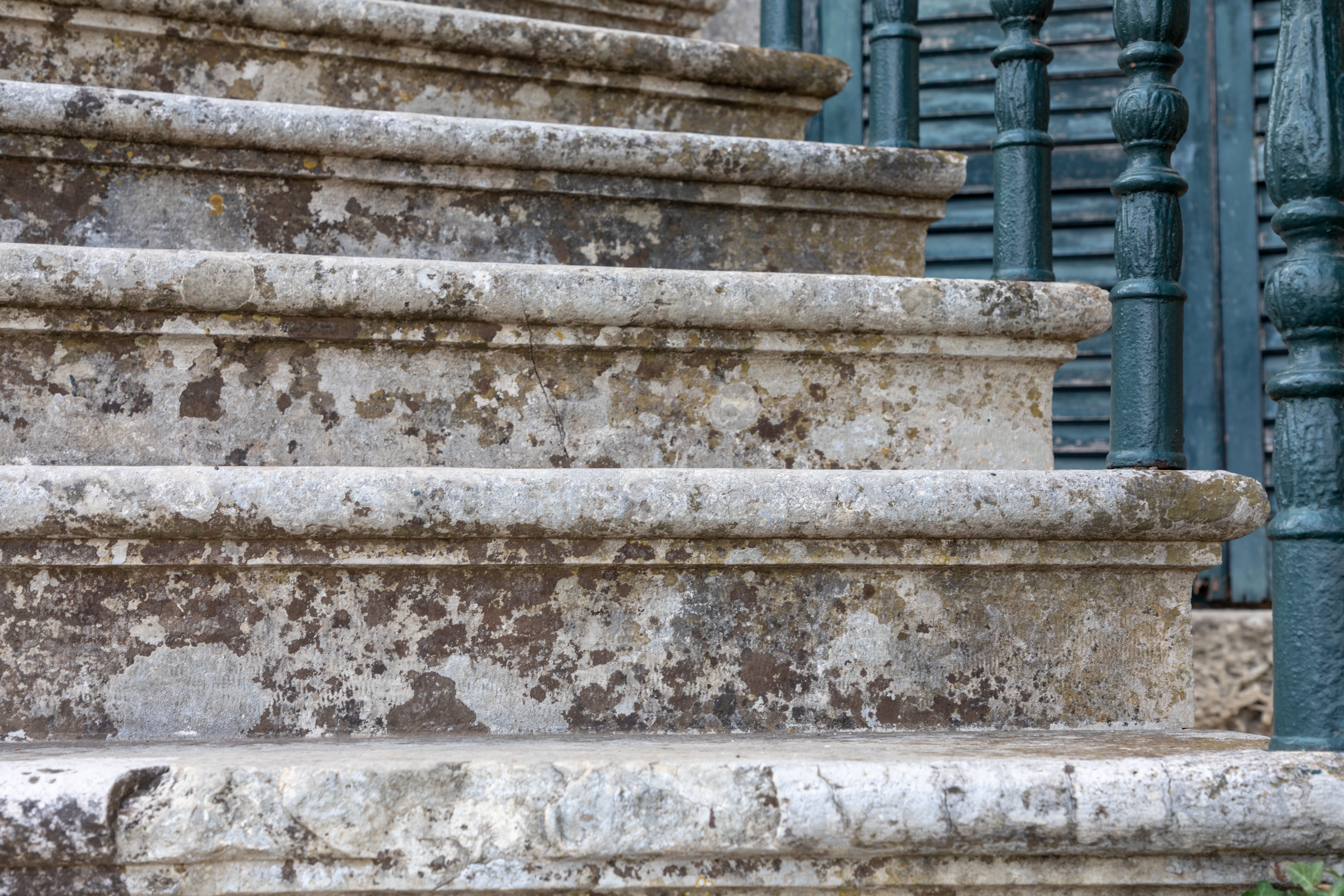
قائمة الدرجة في قصر القدّيس ميخائيل والقدّيس جورج، كورفو، اليونان

قائمة الدَّرَجَة هو اللوح القائم في الدرج، وتكون شبه متعامدة مع موطئ الدرجة في الدرج، فهي الفراغ بين خطوة والأخرى. قد تميل في بعض الأدراج قليلاً نحو الأمام بحيث يكون قمتها أقرب إلى مَن يصعد الدرج من قاعدتها. تسمى الحافة الأفقية للدرجة أنف الدَّرَجَة، في حين أن السطح الذي تتلامس فيه قدم الشخص الكاملة يسمى موطئ الدرجة .

## معرض الصور

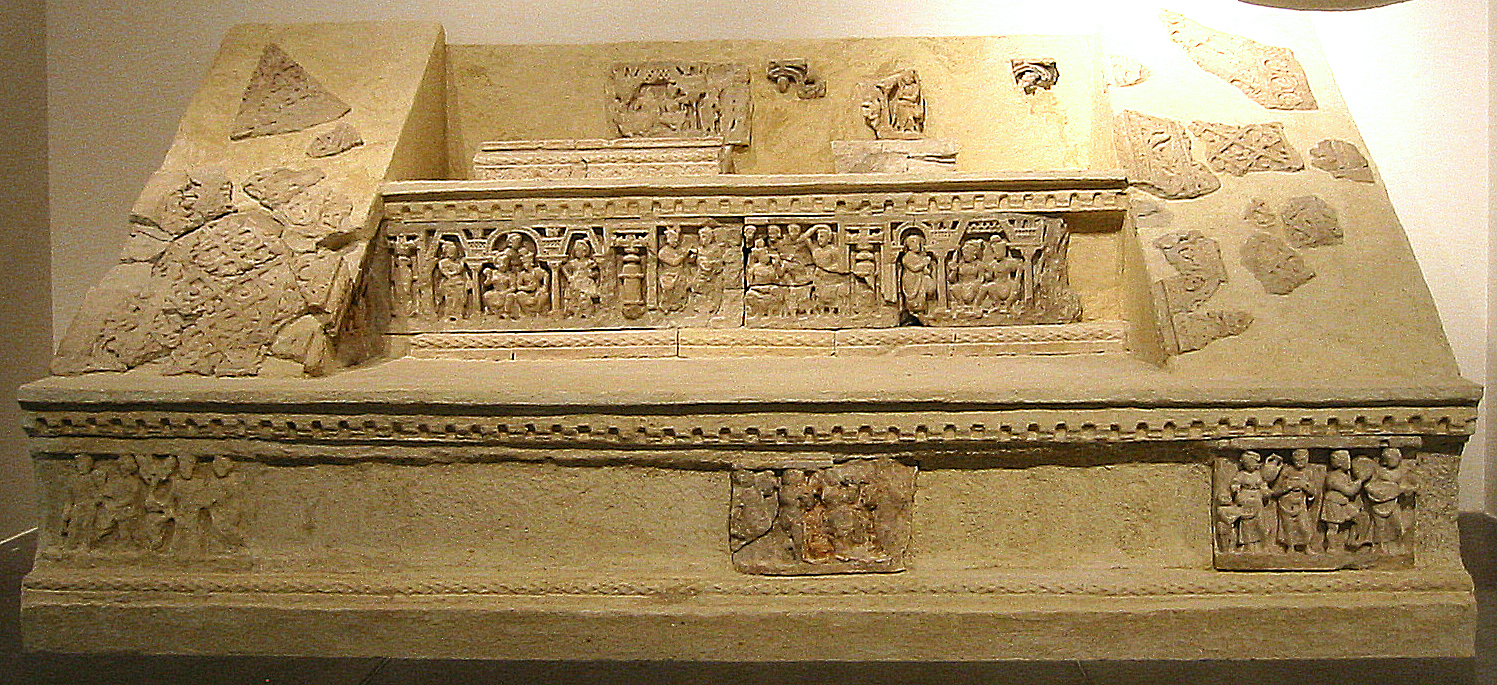
درجة مرممة من وقع أثري في هدة، أفغانستان
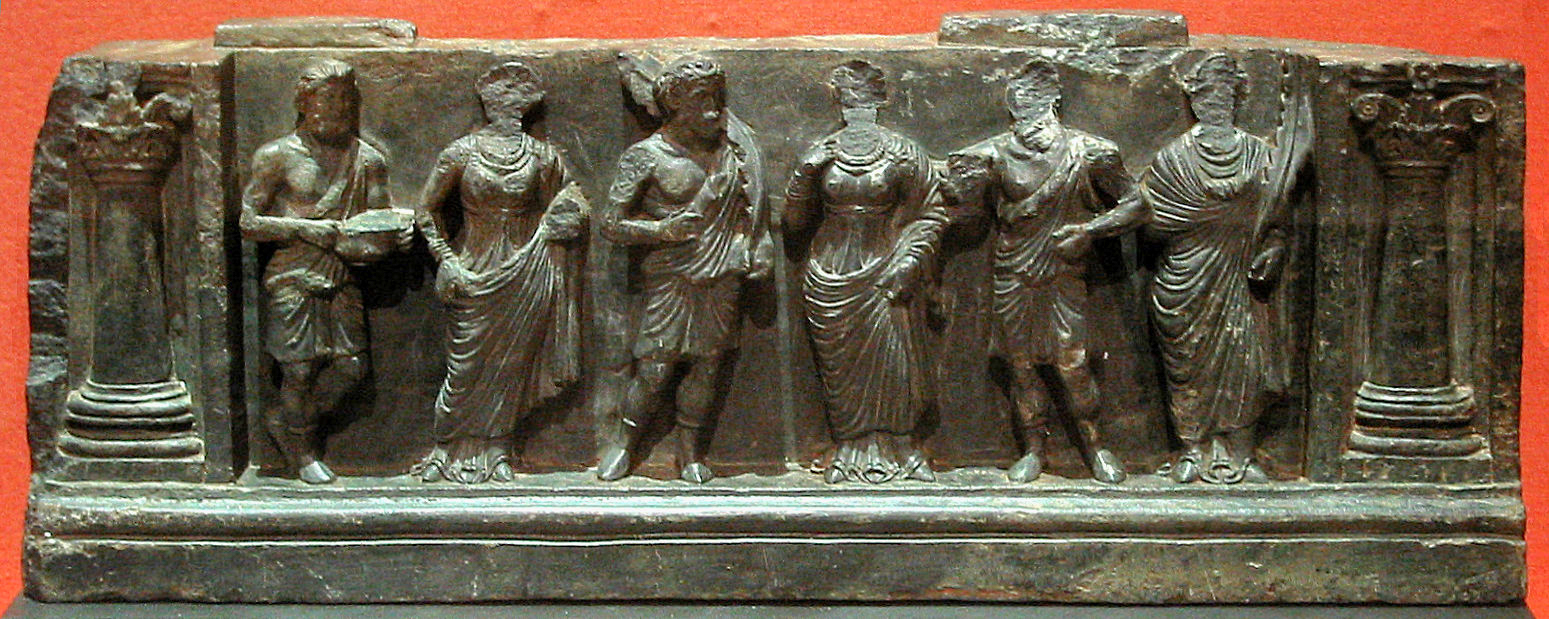
قائمة درجة أثرية من غندرة تحوي نقشاً بارزاً (القرنين الأول والثاني الميلادي)، مجموعة متحف فيكتوريا وألبرت .
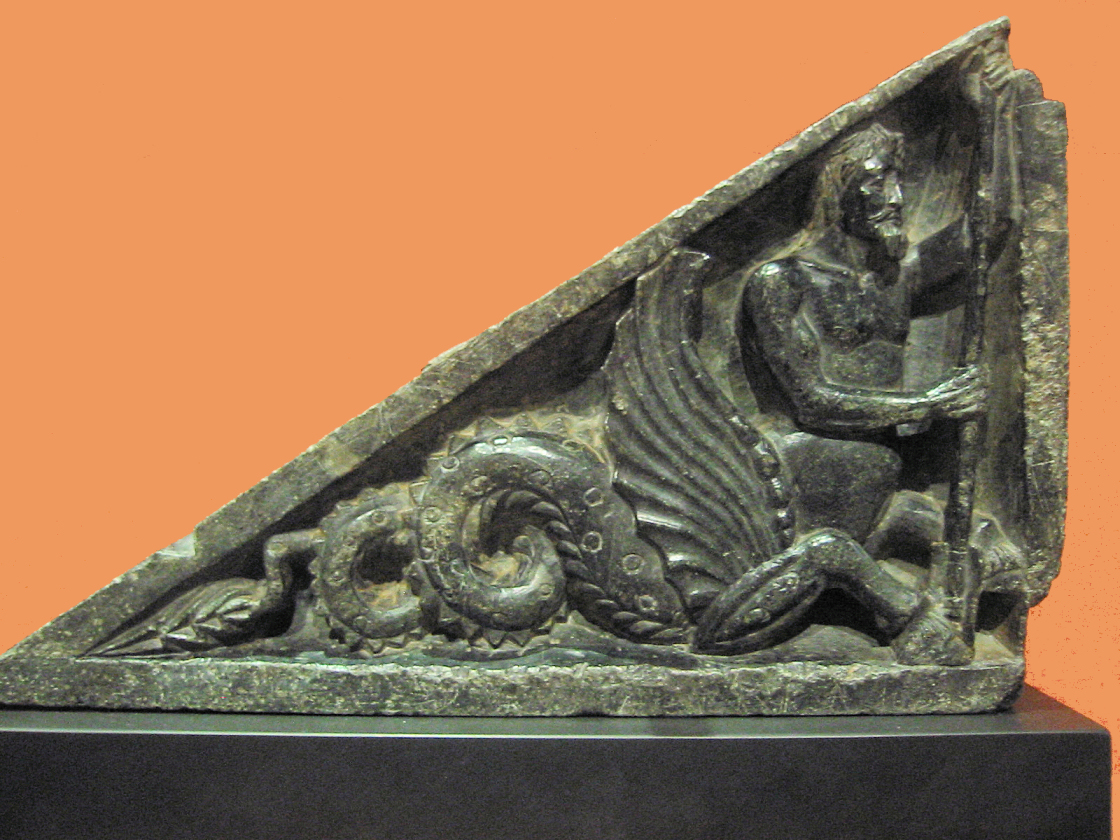
قائمة درجة جانبية تحوي نقش بارز يصور من بُرنَة